# Реджиналд Инъс Поукък
Реджиналд Инъс Поукък (на английски: Reginald Innes Pocock) е британски зоолог.

## Биография
Роден е през 1863 година в Бристол в семейството на свещеник. Изучава биология и геология в Юнивърсити Колидж в родния си град. През 1885 г. става асистент в Природонаучния музей, където се занимава главно с ентомология и орнитология. През 1904 г. става управител на Лондонската зоологическа градина, където остава до пенсионирането си през 1923 година. До края на живота си през 1947 г. работи като доброволен сътрудник в отдела за бозайници на Британския музей.

## Избрана библиография
- Reginald Innes Pocock. On some points in the morphology of the Arachnida (s.s) with notes on the classification of the group //  Annals and Magazine of Natural History 11.   1893. с. 1 – 19.
- Reginald Innes Pocock (1900) The Fauna of British India, including Ceylon and Burma – the Arachnida volume.
- Reginald Innes Pocock (1901). Some new and old genera of S.-American Aviculariidae. Ann. Mag. Nat. Hist. (7) 8: 540 – 555.
- Reginald Innes Pocock (1902) Arachnida. Scorpiones, Pedipalpi, and Solifugae В: Biologia Centrali-Americana. Arachnida.
- Reginald Innes Pocock (1903) On some genera and species of South-American Aviculariidae. Ann. Mag. Nat. Hist. 7(11): 81 – 115
- Reginald Innes Pocock (1939) The Fauna of British India, including Ceylon and Burma – Mammalia Vol 1, Primates and Carnivora.
- Reginald Innes Pocock (1941) The Fauna of British India, including Ceylon and Burma – Mammalia Vol 2, Carnivora: Aeluroidea, Arctoidea